# Wilne (hromada Łozuwatka)
Wilne (ukr. Вільне) – wieś na Ukrainie, w obwodzie dniepropetrowskim, w rejonie krzyworoskim, w hromadzie Łozuwatka. W 2001 liczyła 1782 mieszkańców, spośród których 1495 wskazało jako ojczysty język ukraiński, 258 rosyjski, 3 mołdawski, 6 białoruski, 13 ormiański, a 7 inny.